# Weitwörth
Weitwörth ist eine Ortschaft und gleichzeitig eine der drei Katastralgemeinden der Gemeinde Nußdorf am Haunsberg im Norden des Bundeslandes Salzburg im Bezirk Salzburg-Umgebung. Ab etwa dem 11. Jahrhundert bis in die zweite Hälfte des 19. Jahrhunderts befand sich im Raum Weitwörth der Sitz eines Pfleggerichts bzw. zuletzt Bezirksgerichts. Das insgesamt gering besiedelte Gebiet ist, abgesehen von einem von der Baubranche genutzten Gewerbegebiet, überwiegend Naturraum.

## Geografie

### Lage, Ausdehnung und Besiedelung
Die Katastralgemeinde (KG) Weitwörth liegt am untersten Abschnitt der Oichten südlich des Flusses und nimmt größtenteils die Weitung des Oichtentals und den Nordhang des Haunsbergs ein. Sie hat eine Ausdehnung von knapp 16,2 km² und bedeckt knapp mehr als das südliche Drittel der Fläche der sich von Nordost nach Südwest erstreckenden Gemeinde Nußdorf am Haunsberg. Dazu gehören folgende Ortschaften:
| Ortschaft | Siedlungsform     | Gebäude (Stand 2001) | Einwohner (Stand 31. Okt. 2011) |
| --------- | ----------------- | -------------------- | ------------------------------- |
| Gastein   | Rotte             | 10                   | 38                              |
| Hochberg  | Zerstreute Häuser | 12                   | 39                              |
| Kroisbach | Rotte             | 13                   | 49                              |
| Lukasedt  | Rotte             | 11                   | 19                              |
| Olching   | Rotte             | 22                   | 68                              |
| Pabing    | Zerstreute Häuser | 7                    | 37                              |
| Schlößl   | Rotte             | 42                   | 149                             |
| Schröck   | Weiler            | 6                    | 21                              |
| Weitwörth | Rotte             | 30                   | 103                             |

Bezüglich politischer Wahlen ist die KG Weitwörth ident mit dem Nußdorfer Wahlsprengel III.
Im Norden des KG-Gebiets bildet ausschließlich die Oichten die Grenze zur Gemeinde Göming sowie zur Stadtgemeinde Oberndorf bei Salzburg, im Westen wird Weitwörth begrenzt durch die Salzach, auf der gegenüberliegenden Seite befindet sich das Stadtgebiet von Laufen im bayrischen Landkreis Berchtesgadener Land. Im Süden grenzt Weitwörth an das zur Gemeinde Anthering gehörende Acharting und im Osten an die zu Obertrum gehörende KG Schönstraß; die Grenzlinien folgen zu weiten Teilen den Anhöhen des Haunsbergs. Im Nordosten von Weitwörth folgt die KG Nußdorf mit dem gleichnamigen Hauptort der Gemeinde.
| Oberndorf bei Salzburg (Stadtgemeinde) | Göming (Gemeinde)                           | Nußdorf                             |
| Laufen (Stadtgemeinde)                 | Kompassrose, die auf Nachbargemeinden zeigt | Schönstraß Gemeinde Obertrum am See |
|                                        | Acharting Gemeinde Anthering                |                                     |

Die Nord-Süd-Ausdehnung von Weitwörth beträgt etwa 3 bis 4 Kilometer, von West nach Ost sind es zwischen 4 und 5 Kilometer. Der tiefste Punkt liegt mit 391 m ü. A. im äußersten Nordwesten bei der Mündung der Oichten in die Salzach an der Grenze zu Oberndorf; der höchstgelegene Punkt befindet sich südlich an der Gemeindegrenze zu Anthering und ist mit 835 Metern Seehöhe gleichzeitig der Gipfelpunkt des Haunsbergs. Der Ortschaftspunkt Weithwörth liegt auf 422 Höhenmetern.

### Gewässer

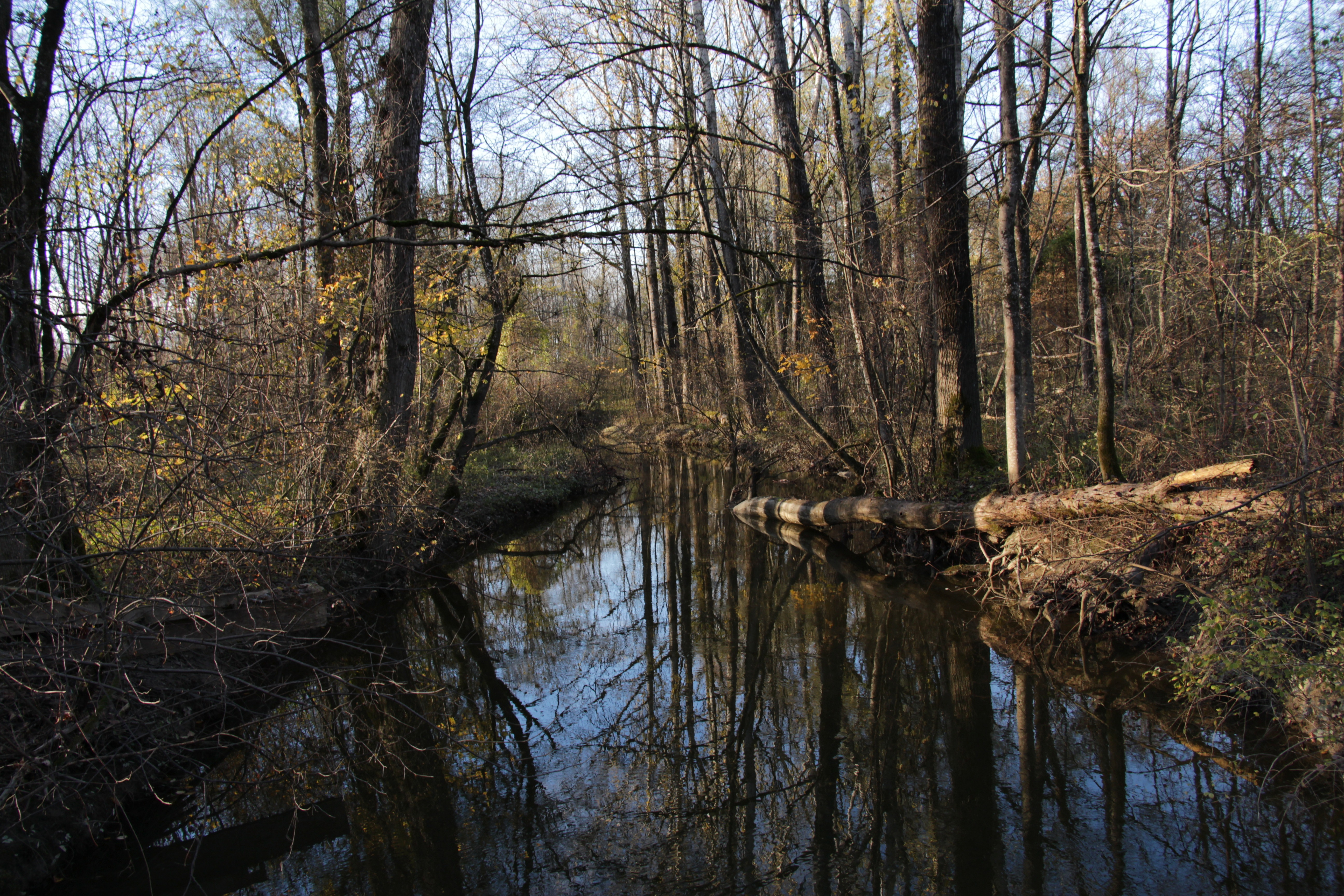
Der Reitbach in der Salzachau im November

In den Ortschaften Pabing und Weitwörth fließt nahe der Salzach parallel zu ihr der aus der Gemeinde Anthering kommende Reitbach. Des Weiteren fließen mehrere kleine Bäche vom Haunsberg herab generell Richtung Norden und in die Oichten mündend. Diese sind (von West nach Ost)
- der 4,0 km lange Weitwörthbach (Ortschaften Pabing und Weitwörth)
- der etwa 3,2 km lange Oberdorferbach (Ortschaft Weitwörth; in den Weitwörthbach mündend)[6]
- der knapp 2,8 km lange Gasteinerbach (amtlich: Gasteinergraben; Ortschaften Gastein, Schröck, Lukasedt)
- der knapp 3,1 km lange Schlößlbach (amtlich: Schlösslbach-Nußdorf; Ortschaften Hochberg, Gastein, Schlößl, Kroisbach)
- der rund 1,8 km lange Kroisbach (Ortschaften Hochberg, Kroisbach)
- der rund 1,8 km lange Olchingerbach (Ortschaften Olching, Kroisbach)

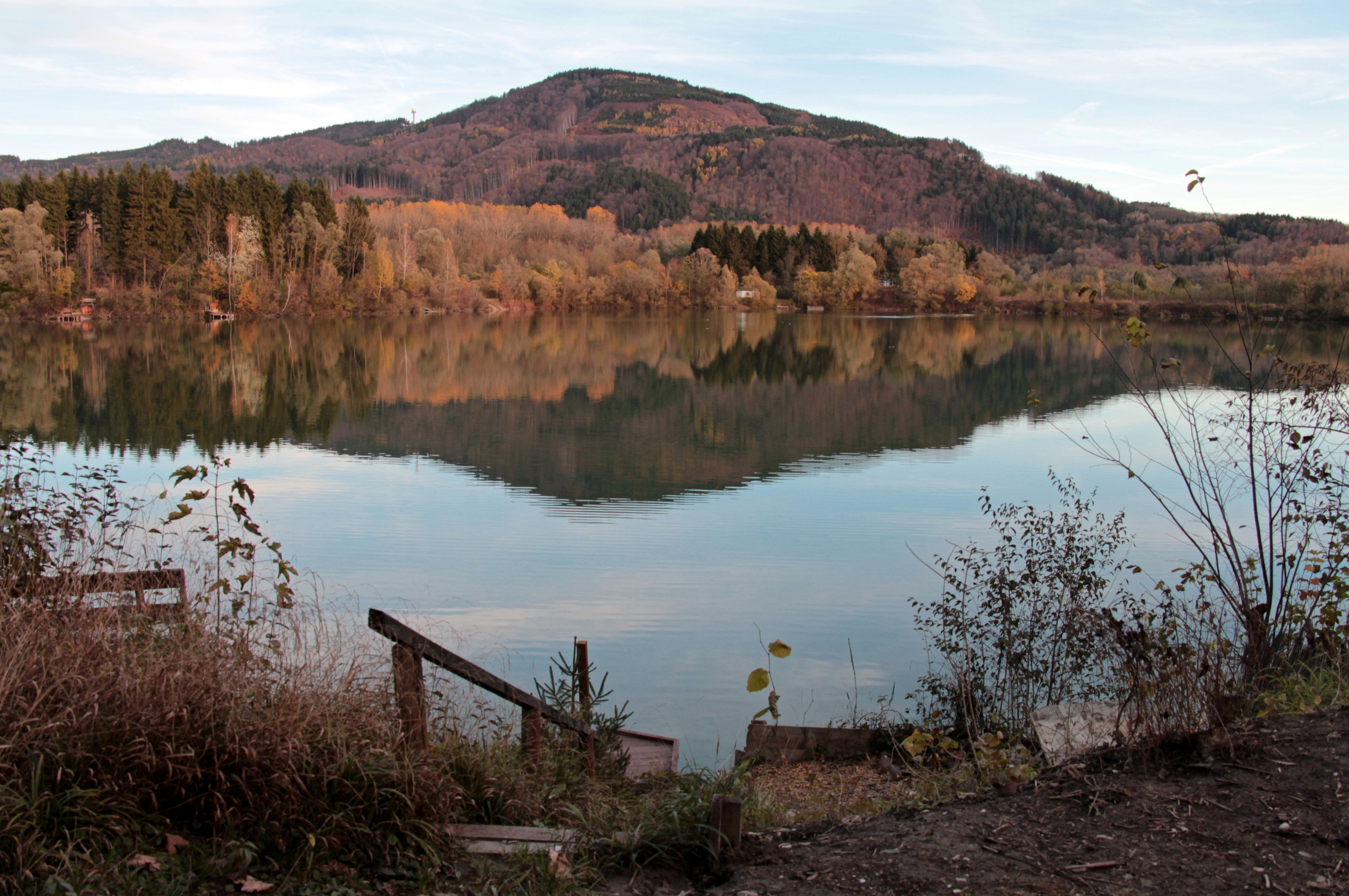
Der Weitwörther Badesee im November

Im südlichen Teil der Weitung im Mündungsbereich der Oichten gibt es östlich des Reitbachs mehrere kleine Seen (von Nord nach Süd):
- Ausee (9,1 ha; Ortschaft Weitwörth)
- Pabingersee, amtlich: Weitwörth Badesee (13,5 ha; Ortschaft Pabing)
- namenloses Gewässer (Ortschaft Pabing)[7]
- Baggersee Weitwörth 3 (1,4 ha; Ortschaft Pabing)
- Auersperg-Teich (4,9 ha; Ortschaft Pabing)
- namenloses Gewässer (Ortschaft Pabing; ein im Zuge von Renaturierung angelegtes Biotop[8])
- Erdbeerteich (0,9 ha; Ortschaft Pabing)

Rund zwei Kilometer nördlich von diesen allen liegt der
- Hürdenteich (3,8 ha; im Grenzbereich der Ortschaften Weitwörth, Schröck, Lukasedt)

### Bodennutzung und Naturschutz
Der Raum der KG Weitwörth ist nur gering verbaut. Es dominieren die Waldflächen an den Hängen des Haunsbergs, entlang der Salzach, um den Hürdeneich und entlang der Oichten sowie die Äcker und Wiesen in der Talungen. Siedlungsbauten gibt es in erster Linie entlang der Hauptstraße durch das Oichtental und entlang einer Nebenstraße (Ortschaft Schröck).

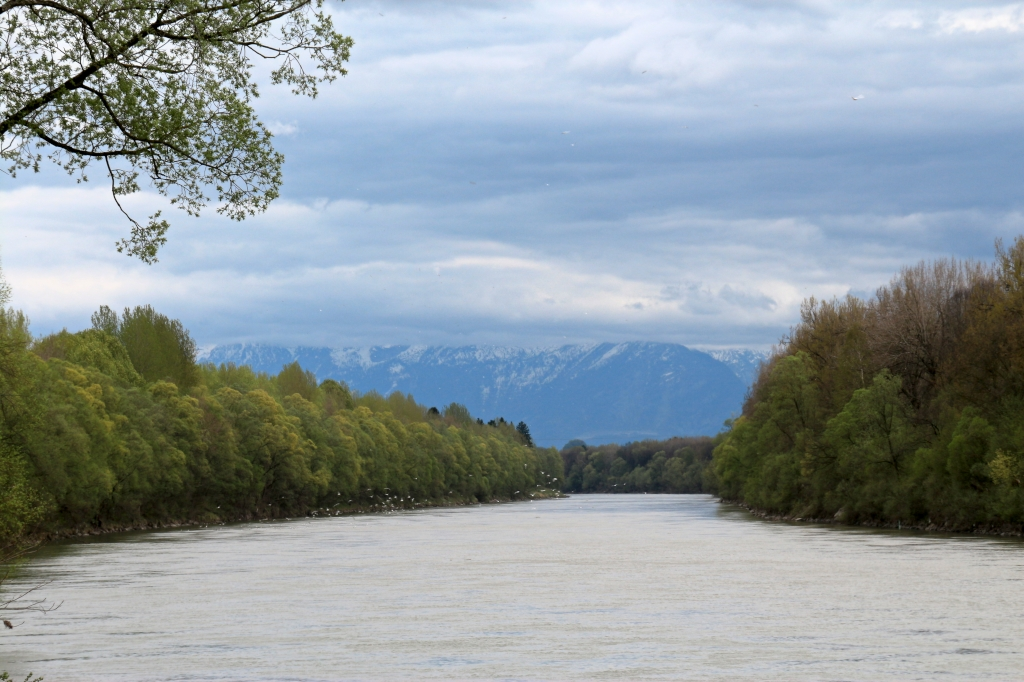
Vogelschutzgebiet Salzachauen

Als geschützte Naturobjekte sind in der KG Weitwörth zu finden:
- Weutwörther Au – Teil des Natura 2000-Schutzgebiets Salzachauen Salzburg, ein über den gesamten Bereich der Ortschaften Pabing und Weitwörth sich erstreckender Augürtel entlang der Salzach, unter der Nummer AT3209022 ausgewiesenes Vogelschutzgebiet (darin enthalten sind sämtliche Seen mit Ausnahme von Erdbeerteich und Hürdenteich); gleichzeitig als flächenmäßig kleineres FFH-Gebiet unter der Nummer AT3223000 ausgewiesenes Flora-Fauna-Habitat (darin enthalten ist nur der Ausee)
- Weitwörther Allee – eine als geschützter Landschaftsteil ausgewiesene Baumreihe in der Ortschaft Pabing (GLT00011)
- Frauengrube – eine geologische Diskordanz, Naturdenkmal in der Ortschaft Kroisbach (NDM00257)
- Kroisbachgraben – eine bedeutende Fossilienfundstätte, Naturdenkmal in der Ortschaft Kroisbach (NDM00119)
- Quellgruppe St. Pankraz.-Quellen – ein kleines Wasserschutzgebiet in den Ortschaften Schlößl und Hochberg

## Geschichte

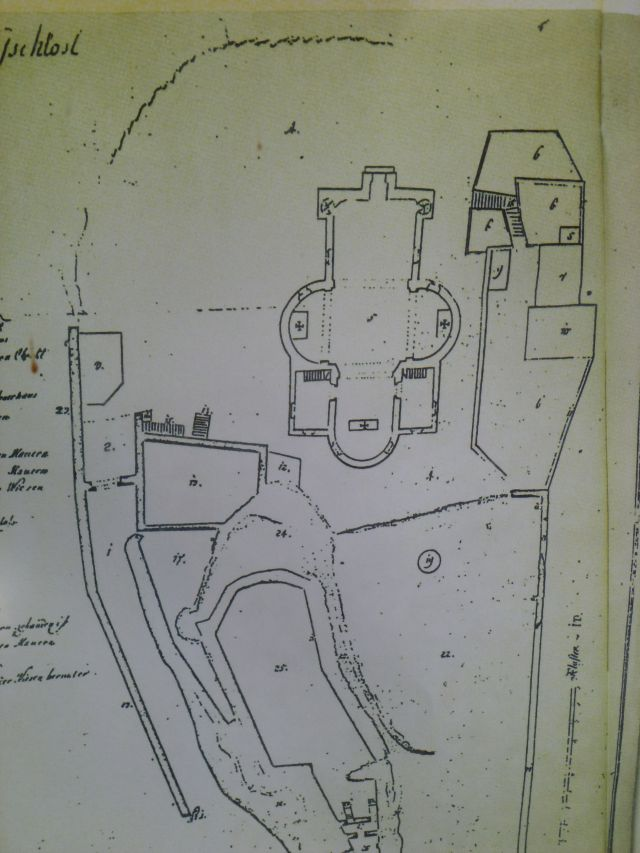
Grundriss der ehemaligen Burg Haunsberg, Sitz der Haunsberger

Eine Besiedelung des Oichtentales ist aufgrund von mehrfachen Funden bereits in der Bronzezeit anzunehmen (im Bereich der KG Weitwörth Scherbenfunde in Pabing und Schlössl sowie Fund eines Ringbarrens 1967 in Weitwörth).
Ab etwa 200 v. Chr. gehörte diese Gegend zum keltischen Königreich Noricum, das durch Eroberung 15 v. Chr. zu einer römischen Provinz wurde. In der Folge siedelte sich von Süden her romanische Bevölkerung an. Auch im Gemeindegebiet von Nußdorf zeugen noch wenige Spuren von ihren Bauten. Nach dem Zusammenbruch des Römischen Reichs im 5. Jahrhundert kamen die Bajuwaren ins Land.
Vom 8. bis zu 11. Jahrhundert war das Gebiet des Oichtentals und des Haunsbergs im Besitz verschiedener kirchlicher Regentschaften. Ab dem 11. Jahrhundert traten die Edelfreien von Haunsberg in Erscheinung, die zunehmend an Macht gewannen und auch Gerichtsbarkeit ausübten, was damals eine Grundlage für die Landeshoheit war. Sitz war die (heute nur noch in wenigen Resten vorhandene) Burg Haunsperg in der Ortschaft Schlößl. Im Herrschaftsbereich der Haunsberger im nördlichen Flachgau und den angrenzenden Gebieten im heutigen Bayern und Oberösterreich gab es zahlreiche befestigte Höfe, auf dem Gebiet der heutigen KG Weitwörth einen in Pabing.
Im 13. Jahrhundert kam es zum Niedergang der Haunsberger, und das Gebiet kam zum Erzbistum Salzburg. In dessen Folge wurde hier das Pfleg- und Landgericht Haunsberg geschaffen, das weiterhin von Pflegern aus verschiedenem Kleinadel geführt wurde. Um das Jahr 1600 kam es zu einem Zusammenschluss der Pfleggerichte Haunsberg, Anthering, Laufen und Lebenau, Sitz wurde Laufen. Die Gegend um Weitwörth blieb aber weiterhin bis zum Beginn des 19. Jahrhunderts unter der Gerichtsbarkeit vom Pfleggericht Haunsberg, das – zusammen mit dem  Amt Oberlebenau, Amt Unterlebenau und dem Landgericht Anthering – weiterhin als eine der vier Abteilungen des Pfleg-, Stadt- und Landgerichts Laufen Bestand hatte.
1748 wurde in St. Pankraz (Ortschaft Schlößl) eine (heute nicht mehr betriebene) Schule eingerichtet.
Im sogenannten Hieronymus-Kataster, einem vom Salzburger Erzbischof Hieronymus von Colloredo um 1780 angelegten Steuerkataster, sind im „Schloß Viertl“, also im Bereich des Schlosses Weitwörth, 26 landwirtschaftliche Besitzungen eingetragen. Genau die Hälfte von ihnen war in erzbischöflichem Besitz, fast der gesamte Rest gehörte zu anderen kirchlichen Besitzungen.
1805 wurden in Salzburg Katastralgemeinden eingeführt, und seither besteht Weitwörth als eine solche.

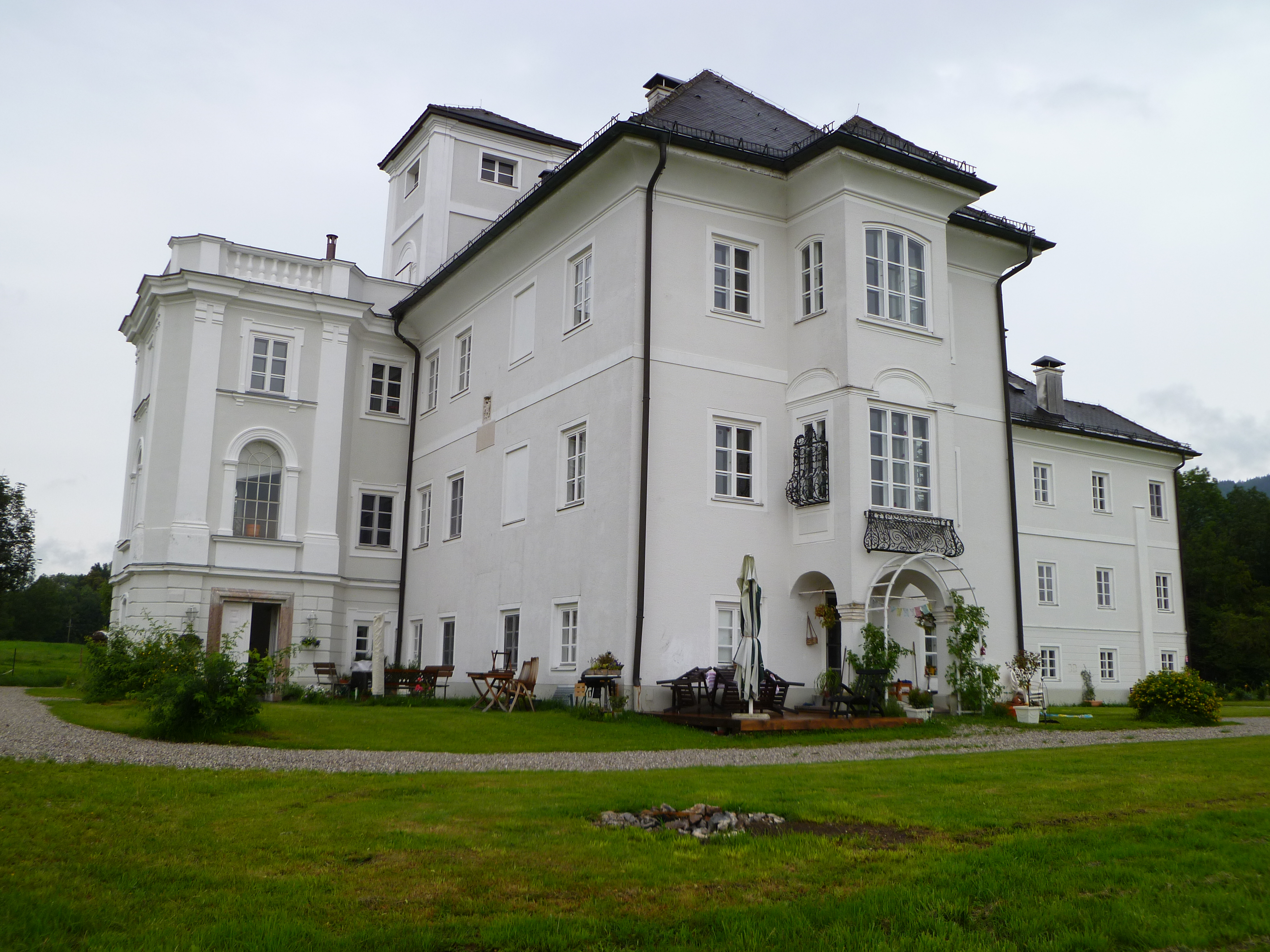
Schloss Weitwörth, Sitz des Pfleggerichts und späteren Bezirksgerichts Weitwörth

Nachdem Salzburg nach kurzer Zeit bei Bayern 1816 mit etlichen Gebietsverlusten links der Salzach dem Kaisertum Österreich zugeteilt worden war, wurde auch eine neue Aufteilung der Gerichtsbarkeit fällig. 1821 wurde das im 17. Jahrhundert errichtete Schloss Weitwörth Sitz des neuen Pfleggerichts Weitwörth. Seine Gerichtsbarkeit über politische, rechtliche und steuerliche Angelegenheiten erstreckte sich auf das Gebiet der 15 Katastralgemeinden Anthering, Acharting, St. Georgen, Dorfbeuern, Holzhausen, Jauchsdorf, Göming, Oberndorf, Schwerting, Lamprechtshausen, St. Alban, Arnsdorf, Nußdorf, Weitwörth und Pinswag, mithin des gesamten heutigen nördlichen Flachgaus. Infolge der Revolution von 1848 kam es zu bedeutenden Umstrukturierungen der Verhältnisse im Grundbesitz sowie in der politischen und judikativen Verwaltung. Weitwörth blieb auch 1850 Sitz des in diesem Jahr neu eingerichteten Gerichtsbezirks und bildete bis 1867 den Gerichtsbezirk Weitwörth, der danach in den bis 2023 bestehenden Gerichtsbezirk Oberndorf (heute Gerichtsbezirk Seekirchen) überging.
In Benedikt Pillweins Beschreibung des Landes Salzburg von 1839 wird die Ortschaft Weitwörth (damalige Schreibvarianten Weitwerd, Weitwörd, Weidwerth) beschrieben als „ein Dorf mit 7 Häusern, 9 Wohnparteyen, 50 Einwohnern, 1 St. von Laufen, 1 von Nußdorf“.
Am 18. Jänner 1849 kam es in Weitwörth zu einem Auflauf gegen die örtlichen Forstbehörden. Im Zusammenhang mit den Forderungen der Revolution von 1848 wurde von vielen Salzburger Bauern fälschlicherweise angenommen, dass im Zuge der errungenen Grundentlastung das Wild in den Wäldern allgemeines Gut wäre, und wollten dieses Recht einfordern.
Mit der Errichtung von politischen Gemeinden im Land Salzburg im Jahr 1850 wurde Weitwörth Teil der Gemeinde Nußdorf am Haunsberg.
Namensgebung
Der Ortsname Weitwörth geht mit seinem Grundwort Wörth zurück auf das mittelhochdeutsche wert 'Insel, Halbinsel, erhöhtes Land am Wasser, Ufer' und bezieht sich somit als Flurname entweder auf den umrissenen Landstrich zwischen Salzach und Oichten oder auf diese spezifische Stelle am rechten Salzachufer mit einer besonderen Charakteristikum.
Ob das Bestimmungswort Weit- zum Adjektiv weit oder zum Wort Weide bzw. weiden zu stellen ist, wurde noch vor einiger Zeit aus rein linguistischer Sicht als ungeklärt gehalten. Man meinte also, dass nicht zu entscheiden sei, ob sich der Name Weitwörth auf die Weitung des Oichtentales im Mündungsgebiet bezieht oder auf die Landflächen, die als Weide genutzt werden können. Neuerdings sieht man das Weit- im Namen nur noch in der Bedeutung des Adjektivs weit.

## Wirtschaft und Infrastruktur
In der KG Weitwörth wird Land- und Forstwirtschaft betrieben. Im Bereich der Ortschaften Weitwörth und Pabing gibt es ein Gewerbegelände mit Unternehmen vorwiegend aus der Baubranche.
Das Gebiet gehört – als Teil der Gemeinde Nußdorf am Haunsberg – keinem amtlichen Tourismusverband an. Wohl aber besteht ein Zusammenschluss zu einem Flachgauer Kleeblatt mit den Gemeinden Göming, Dorfbeuern und Bürmoos, die allesamt nicht in die Tourismusverbandsstruktur des Landes Salzburg eingebunden sind. Damit soll der regionale sanfte Tagestourismus (Rad-, Wander- und Ausflugstourismus) in diesen vier Gemeinden gefördert werden.
In der Ortschaft Weitwörth befindet sich die Altstoffsammelstelle der Gemeinde Nußdorf.
Verkehr
Weitwörth liegt an der Lamprechtshausener Straße B 156 von Salzburg nach Braunau am Inn. Im Ort Weitwörth zweigt von dieser Richtung Osten die Salzburger Landesstraße L 204 Nußdorfer Landesstraße nach Berndorf bei Salzburg ab. Diese Straße ist die Hauptverbindung für die gesamte Gemeinde Nußdorf und das Oichtental. In Schlößl zweigt von dieser die L 239 Haunsberg Landesstraße über den Haunsberg nach Obertrum ab. Im Norden der Ortschaft Weitwörth zweigt von der B 156 außerdem Richtung Westen die B 156a ab; der Straßenast führt nach kurzer Strecke in Weitwörth durch die Stadtgemeinde Oberndorf und war bis zum Bau der Oberndorfer Umfahrung 1994 der alte Verlauf der Lamprechtshausener Straße durch das Stadtgebiet.

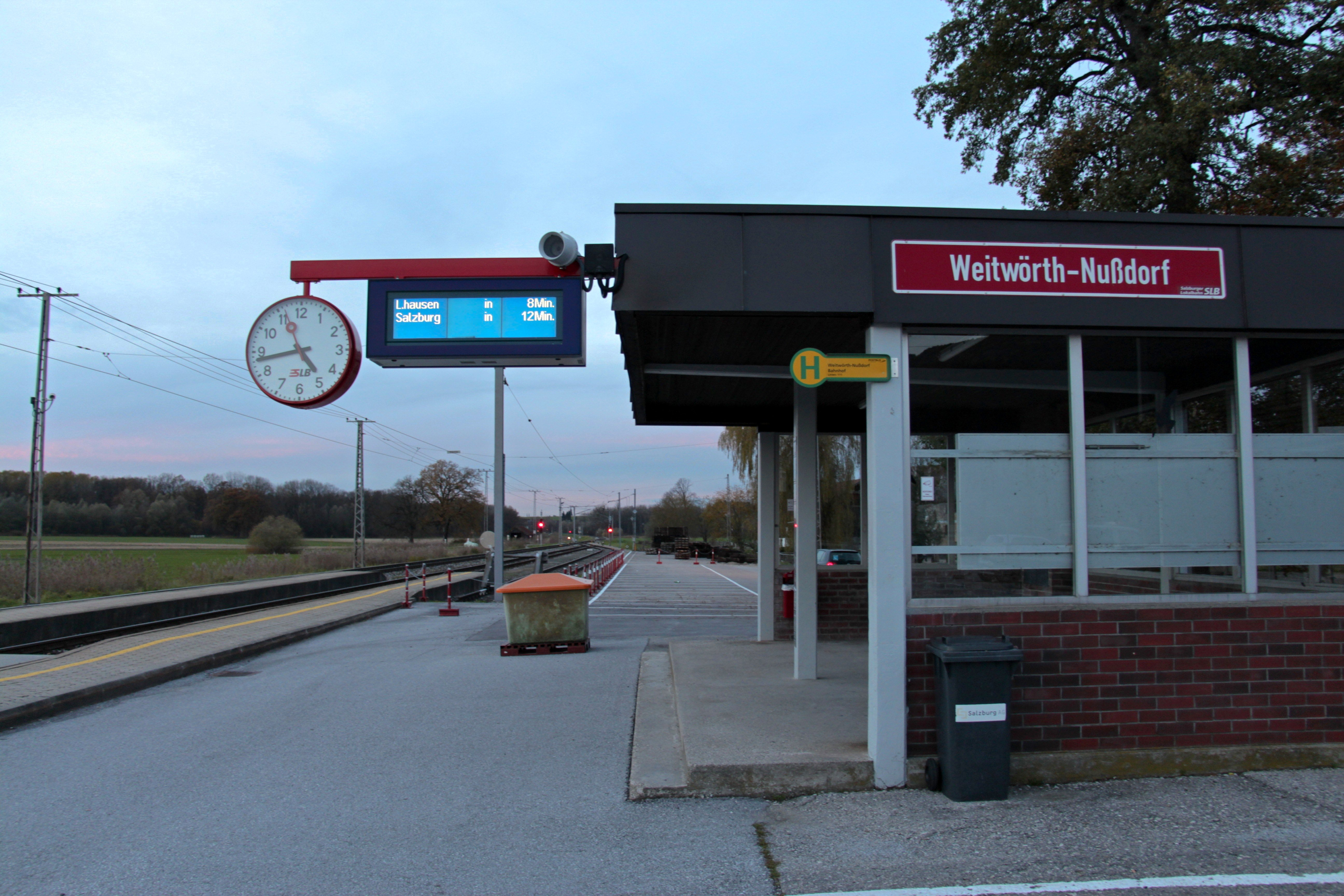
Bahnhaltestelle Weitwörth-Nußdorf wie sie bis Ende Mai 2016 in Betrieb war

Im Bereich der KG Weitwörth gibt es zwei Haltestellen der Salzburger Lokalbahn: der Bahnhof Weitwörth-Nußdorf (von Juni 2016 bis 2017 im Umbau befindlich) und die erst um 2004 errichtete Haltestelle Pabing. Letztere war zuvor als saisonale Bedarfshaltestelle eingerichtet gewesen. Beide Haltestellen werden halbstündlich bedient. Das nahe Oberndorf ist in weniger als fünf Minuten erreichbar, das entgegengesetzt liegende Salzburg in etwa zwanzig Minuten. Die Züge sind als Linie S1 in das System der S-Bahn Salzburg integriert. Von Weitwörth-Nußdorf führt auch eine Postbuslinie durch Nußdorf und weiter über Dorfbeuern nach Feldkirchen bei Mattighofen.
Der Tauernradweg, ein Radwanderweg, zweigt in der Ortschaft Pabing von dem von Salzburg kommenden Treppelweg entlang der Salzach ab und führt parallel zur Bahnstrecke nach Oberndorf. Auf größtenteils demselben Wegabschnitt führt hier auch der Mozart-Radweg.

## Bauwerke

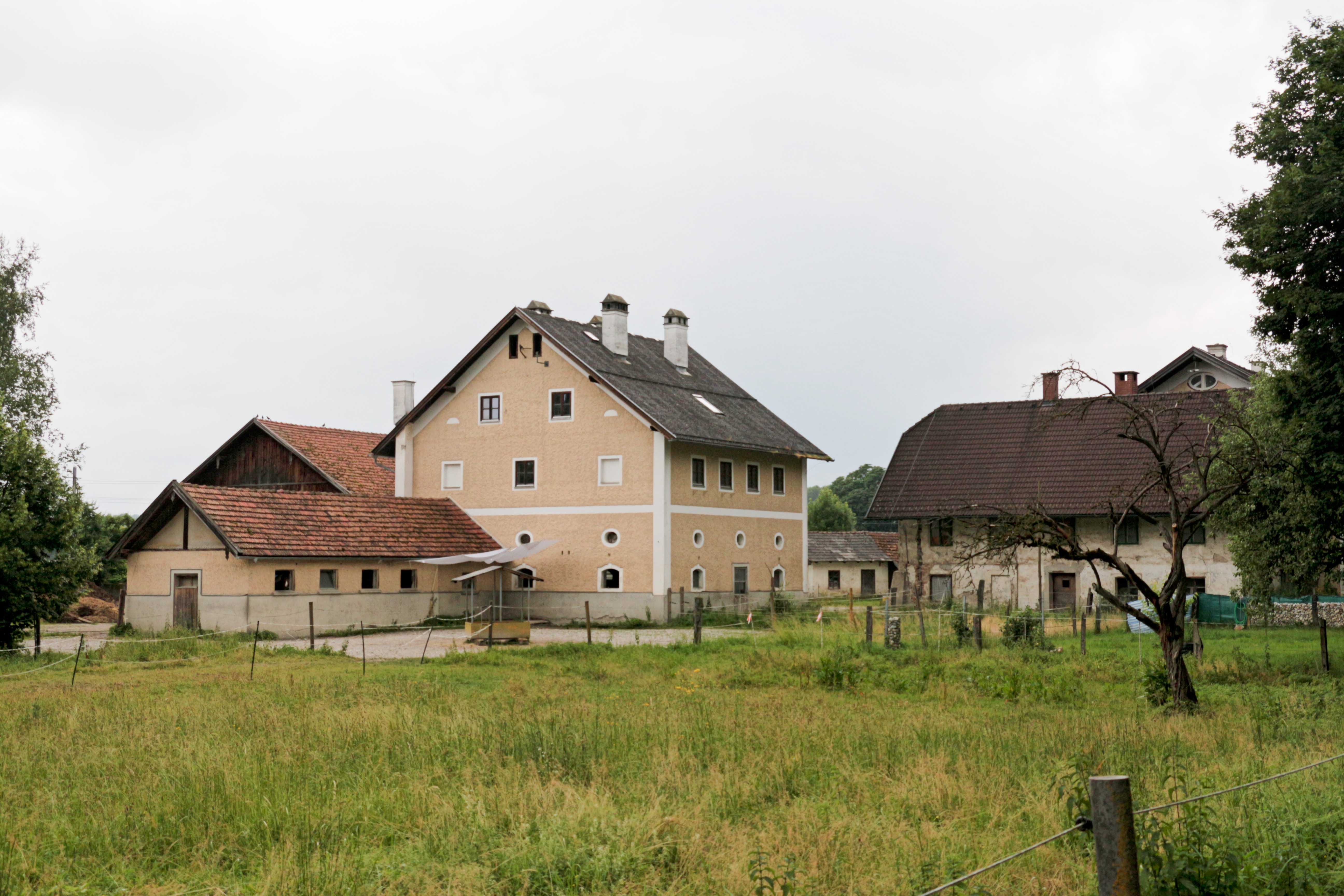
Gut Weitwörth

An Baudenkmälern und bemerkenswerten Bauten finden sich in der KG Weitwörth (in Klammer die Ortschaft)
- Schloss Weitwörth (Ortschaft Weitwörth) – 1671 als Jagdschloss errichtet, mehrfach umgebaut, im Besitz der Salzburger Fürsterzbischöfe, 1863 an Fürst Vinzenz Carl Auersperg verkauft
- Gut Weitwörth (Ortschaft Weitwörth) – gehörte als Gestüt zum Schloss Weitwörth; 1863 zusammen mit dem Schloss an die Auersperg verkauft; dient heute als Reitstall
- Forsthaus Weitwörth (Ortschaft Weitwörth) – gehörte als Jägerhaus (Forstverwaltung) zum Schloss Weitwörth; 1875 zusammen mit den Waldungen des Haunsbergs an die Familie Mayr-Melnhof verkauft
- Kirche St. Pankraz am Haunsberg (Ortschaft Schlößl) – hochbarocke Filialkirche aus dem Jahr 1707
- Burgruine Haunsperg (Ortschaft Schlößl) – Reste der mittelalterlichen Burg der Haunsberger
- Mariahilf-Kapelle (Ortschaft Kroisbach) – privat errichtete Straßenkapelle aus dem Jahr 1866
- Kirche St. Laurentius (Ortschaft Olching) – spätestens 1370 erbaute und älteste Kirche in der Gemeinde Nußdorf
- Bauerngehöft Wimmergut (Ortschaft Hochberg) – denkmalgeschützte Anlage

## Sport und Freizeit

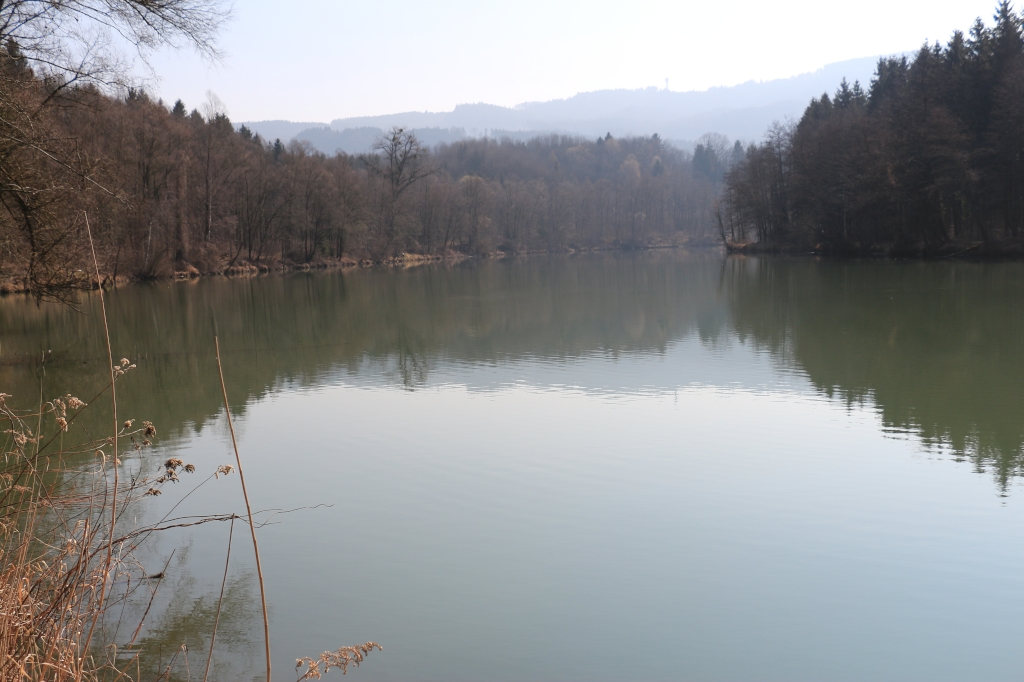
Der Hürdenteich im März

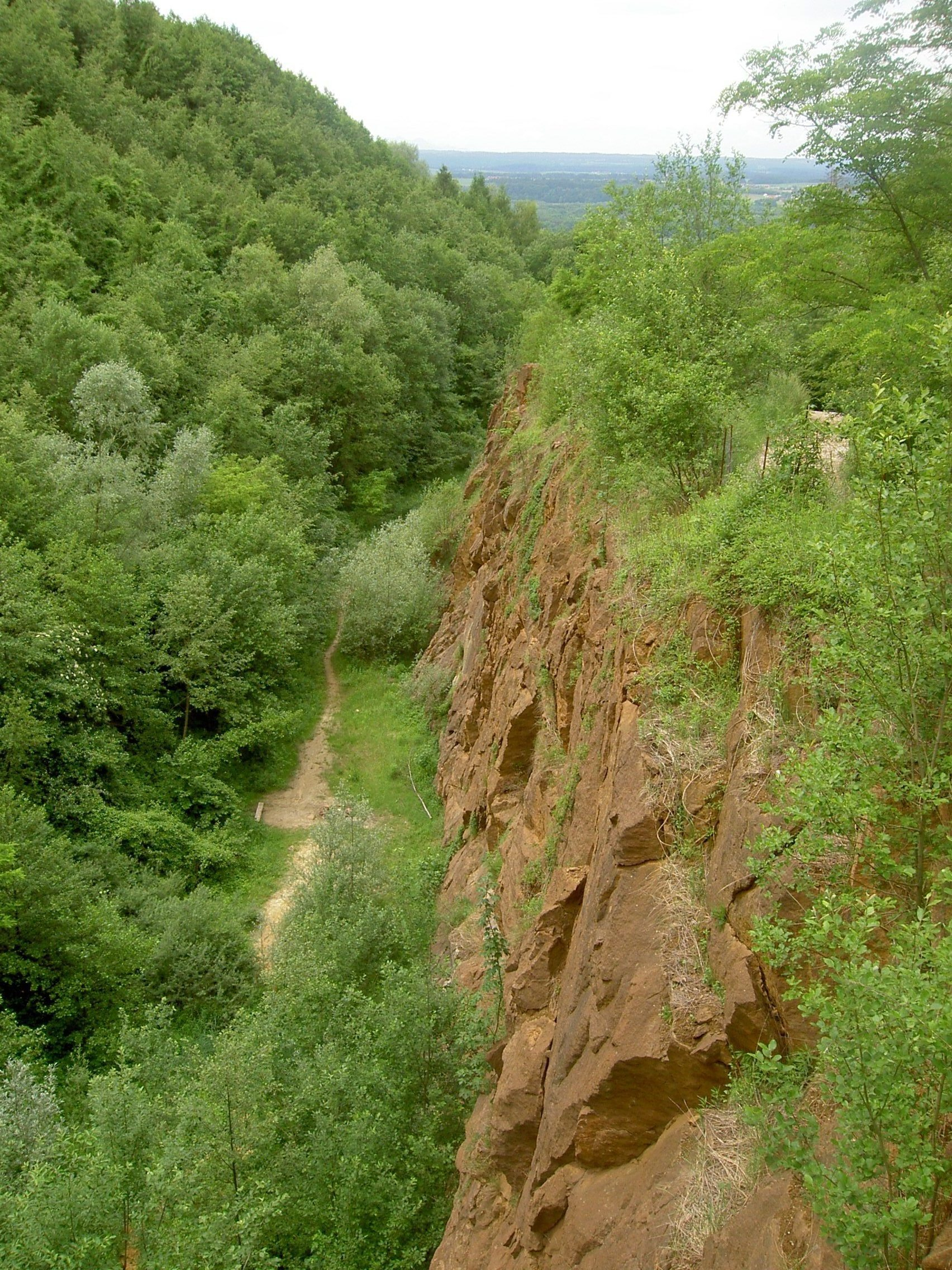
Ausblick vom geologischen Lehrpfad auf dem Haunsberg

An Sport- und Freizeitmöglichkeiten bieten sich im Gebiet der KG Weitwörth
- Angeln am Hürdenteich (rund zehn verschiedene Fischarten, darunter Hecht, Karpfen, Aal, Zander und Stör)[18]
- Reitstall Gut Weitwörth (Pferdestellplätze, Reitplatz, gastronomisches Angebot; zum Ausreiten werden die nahe gelegenen Salzachauen genutzt)[19]
- Salzburger Schützenclub Weitwörth mit Schießstand in Pabing
- Modellfluggruppe Weitwörth (ein seit 2004 bestehender Zusammenschluss zweier Modellfluggruppen)[20] mit Modellflugplatz in Weitwörth
- Motocross-Trainingsgelände nördlich des Hürdenteichs, Ortschaft Lukasedt (derzeit nicht genutzt)
- Geologischer Lehrpfad, Ortschaften Schlößl, Hochberg, Kroisbach

## Persönlichkeiten
- Alfred Auersperg (1899–1968), Psychiater, geboren in Weitwörth
- Toni Schneider-Manzell (1911–1996), deutsch-österreichischer Bildhauer, lebte von 1944 bis 1955 in Weitwörth